# Rock Werchter

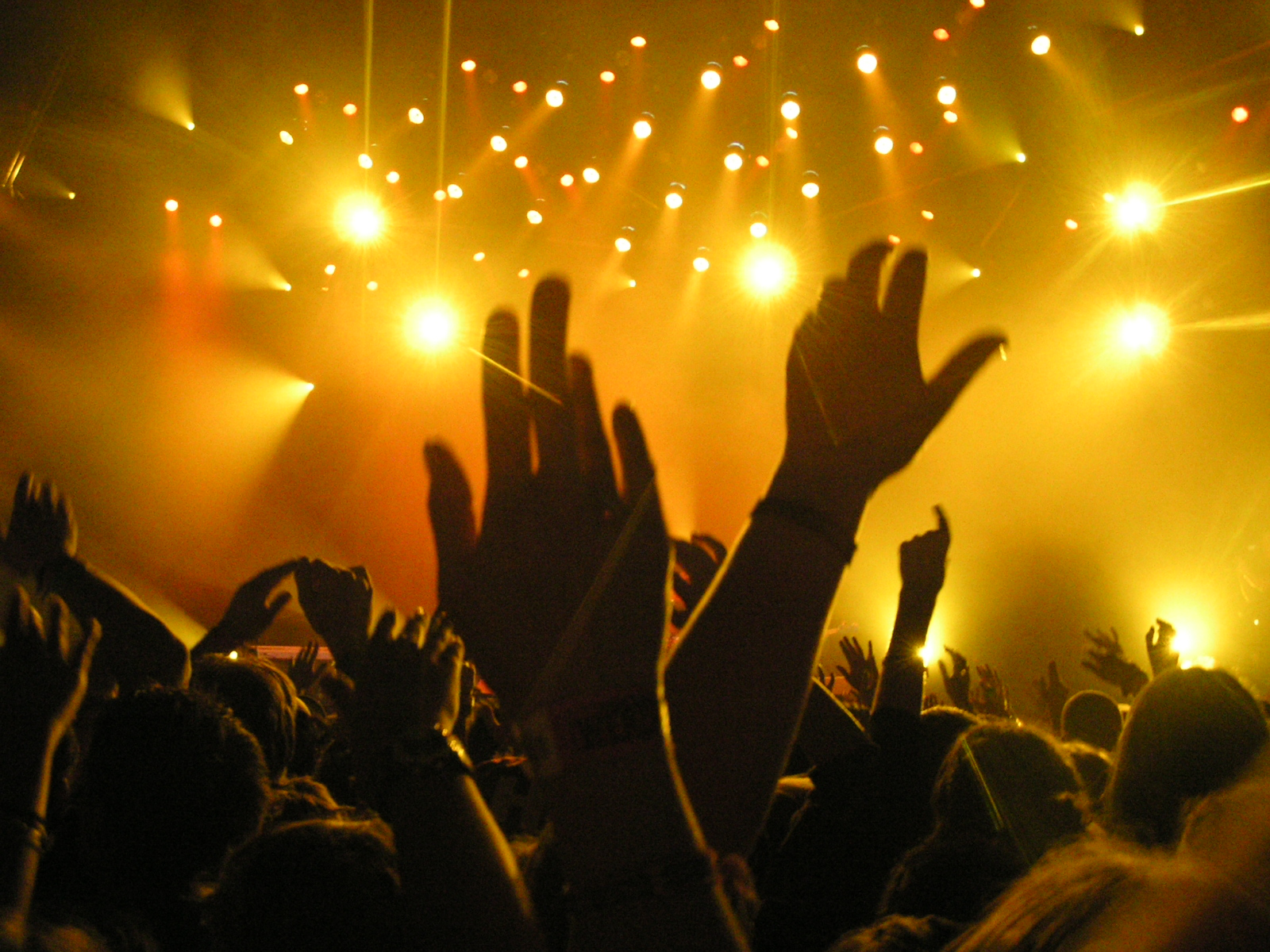
De KluB C (vroeger Pyramid Marquee), een van de vier podia

Rock Werchter is een pop- en rockfestival dat elk jaar plaatsvindt in het dorpje Werchter, een deelgemeente van het Vlaams-Brabantse Rotselaar. Het Belgische muziekfestival vindt plaats in het laatste weekend van juni of het eerste van juli. Tot 1999 ging het om een dubbelfestival (Torhout-Werchter) dat jaarlijks plaatsvond en waarbij enkele edities zowel in Werchter als Torhout werden gehouden. De benaming "TW" is nog terug te vinden in de naam TW Classic, een ander muziekfestival dat enkele weken voor of na Rock Werchter plaatsvindt op dezelfde locatie. Met 88.000 bezoekers per dag in 2022 is Rock Werchter het grootste rock/popfestival van België.
Door de coronapandemie gingen de edities van 2020 en 2021 niet door.

## Geschiedenis
Het festival werd voor het eerst gehouden in 1975. Het startte klein met slechts een duizendtal bezoekers. Sinds 1999 wordt het festival enkel nog in Werchter georganiseerd.
De jubileumeditie van Rock Werchter in 2003 telde voor het eerst vier dagen. Metallica, Radiohead, Björk, Moby, Massive Attack, Coldplay en R.E.M. traden er op.
Het festivalterrein bestaat uit een grote weide met een hoofdpodium en twee overdekte tenten (de KluB C en The Barn). In 2018 kwam hier een vierde podium (The Slope) bij. De campings (met uitzondering van The Hive, The Hive My Space, The Hive ADL, The Hive Resort en Rock Werchter Mobilhome) worden door verenigingen uit de omgeving geëxploiteerd, in tegenstelling tot festivals als Pinkpop en Lowlands. Het festivalterrein is in handen van de organisatie en gedurende het jaar worden er ook verschillende andere optredens georganiseerd. Zo wordt er al een aantal jaren het festival TW Classic georganiseerd. Dit festival grijpt terug naar de oorsprong van het festival: één zomerse dag, één podium en verschillende (oudere) groepen. In 2008 ging ook voor de eerste keer Werchter Boutique door, dat meer op families gericht is. Er waren 30.000 aanwezigen. In 2026 wordt er voor het eerst Werchter Parklife georganiseerd. 
De organisator van het festival is Herman Schueremans, die voor Rock Werchter al zes keer de "Arthur Award for best festival" heeft ontvangen van International Live Music Conference. 
Het festival werd op de European Festival Awards meermaals bekroond,  in 2016 werd het door de artiesten als beste festival verkozen en het won in 2017 de award voor Beste groot Europees Festival.
In 2025 werd het 50-jarig jubileum van het festival gevierd, met een verrassingsoptreden aan de ingang door The Haunted Youth  en een speciale set door 2manydj's als afsluiter. Met 158.000 unieke bezoekers werd het een recordeditie.

## Visuele identiteit
Van 1999 tot en met 2019 werd de visuele identiteit van het festival elk jaar ontworpen door de Antwerpse vormgever en illustrator Tom Hautekiet.

## Trivia
- In 2006 werd het RUP Rock Werchter goedgekeurd. Dit ruimtelijk uitvoeringsplan bepaalt dat het festival toegelaten is in natuur-, bos- en landbouwgebied. Zonder dit RUP had de gemeente Rotselaar geen vergunning mogen geven, omdat het festival niet in overeenstemming was met de stedenbouwkundige voorschriften.
- In 2007 kon men, zoals de voorgaande twee jaren, dankzij de organisatie AmuseeVous, met het polsbandje van het festival de hele zomer gratis binnen in 48 musea van de Benelux. In dat jaar maakten ruim 10.000 festivalbezoekers daar gebruik van.
- Op Rock Werchter worden elk jaar honderden Rode Kruisvrijwilligers en hulpverleners ingezet om de nodige interventies, verzorgingen en afvoeren uit te voeren. Per Rock Werchter-dag maken ongeveer 4.000 mensen gebruik van de diensten van het Rode Kruis.
- In 2008 kon men op vertoon van het polsbandje naar de tentoonstelling It's not only Rock-'n-Roll, Baby! van BOZAR EXPO.
- Sinds mei 2012 is er in Werchter ook de tentoonstelling over Rock Werchter genaamd "ROCK WERCHTER X".
- In 2014 bracht Jan Delvaux het boek 'Rock Werchter, sinds 1975' uit. Het gezicht van het muziekprogramma Belpop, op canvas, overloopt in het boek de eerste 40 jaar van het festival.
- Sinds 2014 staat het kunstwerk North West Walls op de wei van Werchter. Het is een constructie van zeecontainers bedacht door Arne Quinze. Als curator vraagt hij geregeld street art-kunstenaars om nieuwe murals op het kunstwerk te plaatsen.
- In 2015 verscheen het boek 'Stageco. From Werchter to the World' van auteur Geert Vandenbon. Het beschrijft de geschiedenis van het podiumbedrijf Stageco, van Rock Werchter mede-stichter Hedwig De Meyer.
- In 2018 is het de eerste editie met het 4e podium genaamd The Slope.
- In 2020 werd de 46e editie van Rock Werchter, die gepland was van donderdag 2 juli 2020 tot en met zondag 5 juli 2020, afgelast vanwege de coronacrisis. Als alternatief werden er gedurende de maand juli verschillende kleinschaligere optredens georganiseerd onder de naam Rock Werchter Zomerbar.  Artiesten als Bazart, Selah Sue, Tourist LeMC en Brihang traden op.
- Ook in 2021 werd wegens de aanhoudende coronapandemie het festival afgelast. Als alternatief werd het kleinschalige Werchter Parklife georganiseerd. [8]
- In 2023 werd Rock Werchter opgenomen in de Canon van Vlaanderen. Het festival staat symbool voor de Vlaamse festivalcultuur.
- Voor het festival in 2023 werden enkele aanpassingen doorgevoerd. The Slope werd veranderd van opstelling, The Barn werd aanzienlijk vergroot tot een capaciteit van 20.000 bezoekers en van tribunes voorzien, maar werd soms afgesloten omdat de maximumcapaciteit bereikt werd.[9] Casa Bacardi en The Towers by Jupiler zijn nieuw en voor het eerst is het festival cashless en gebeuren betalingen via polsbandjes. Er is een nieuw systeem van verplichte voorafgaande parkingreservatie. [10][11][12]